# Ciudad Obregón
Ciudad Obregón é um cidade da cercania do município de Cajeme, e uma das principais cidades do estado de Sonora no México. É uma cidade cuja principal atividade econômica é a agricultura, a qual se realiza extensivamente no Valle del Yaqui que está situado ao sul da cidade, contando com um dos sistemas de rios mais importantes do país.

## História

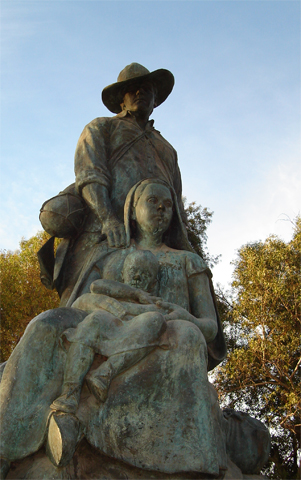
Monumento aos Pioneiros.

Os originais desta cidade datam de 1906 quando a via ferroviária da companhia Ferrocarril Sud Pacífico chegou a esta zona do Yaqui; esta via possibilitou a incorporação dos Vales del Yaqui e Mayo ao mercado interno e externo, atraindo uma onda de investidores e colonos que fizeram surgir povoados como é o caso de Cajeme.
Em 1907 estabeleceu uma estação principal de trem que cruzou o Estado para fornecer água nesta estação foi chamado Cajeme. O Yaqui líder Cajeme é um líder Yaqui
(cuja população vive nesta área) que lutaram contra eles, como parte do exército porfiriano, e em seguida levar à rebelião contra o mesmo Yaqui Porfirio Díaz.
"A estação Cajame estava sbo responsabilidade no americano Bert Cameron, superintendente e Emilio Estrella, chefe da estação. Eles e suas famílias foram os primeiros colonizadores. Pouco depois vieram os vaqueiros para cuidar dos currais de gado foi enviado a partir dai para outros regiões. Depois vieram os vizinhos Esperança, Cocorit e outras cidades circunvizinhas, que queriam estar mais perto dos campos cultivados no Valley ". O Yaqui resistiram a chegada dos primeiros colonos cajemenses em suas terras.
O primeiro bairro foi chamado dePlano Oriente Em 1923 instala a 'Cajeme Motors' do norte-americano James Huffaker, foi a primeira concessionária de carros, fato que contribuiu significativamente para o desenvolvimento de Cajeme. Ao concluir seu mandato como presidente do país (1920-192424), o general Álvaro Obregón volta a Sonora e realiza projetos de negócios em Navojoa e Cajame, criando em 1925 a sociedade "'Obregón y Cía', que proporcionou mais empregos e desenvolvimento econômico na região.
Em 29 de novembro de 1927 foi declarado chefe do município até então Cocorit pelo governador Fausto Topete, e em 1928 o ano em que a instalação da primeira Câmara Municipal, é ordenado 28 de julho a mudança do nome de Ciudad Obregón, em reconhecimento de Álvaro Obregón. Naquele mesmo ano, a primeiro jornal foi instalado e onde foi impressa a primeira notícia semanal chamado "La Gaceta del Pacífico", de propriedade de Leo Rosenfeld imigrante lituano e sua esposa Virgínia Gámez.
As primeiras colonias foram Plano Oriente, Ladrillera, Cumuripa, Hidalgo, Constitución, El Castillo, Quinta Díaz, Bella Vista e Colonia del Valle.
O Arroz foi a cultura mais importantes do Vale do Yaqui no início do século XX, entre outras culturas também foram trigo, feijão, grão de bico, legumes diversos e alfafa. Com o passar do século, o trigo se tornou a cultura mais importante. Porque Cajeme sempre teve vocação agrícola, a primeira indústria de grande importância foi uma usinas de arroz.
Nos anos 50 o cientista agrícola Norman E. Borlaug, que é nomeado Prêmio Nobel da Paz o chamado de Pai da Revolução Verde, por seu trabalho em pesquisa agrícola, juntamente com uma equipe de pesquisadores do México, incentivou o desenvolvimento agrícola no vale de desenvolver melhores variedades de trigo.
No final do século XX desapareceu o meio ferroviário como meio de transporte para os passageiros e as estação foram abandonadas.

## Geografia
Está localizada ao sul de Estado, a 50 km da costa do Mar de Cortés e 115 km da serra alta (acima dos 1500 msnm), distância de 240 km da capital do Estado Hermosillo.
As coordenadas são 27°29' latitude norte e 109°59' longitude oeste. Com uma altitude sobre o nível do mar de 40,8 m ao centro. A temperatura no inverno fica entre os 9° mínima e 27 °C máxima; no verão entre os 28 °C mínima e 42 °C máxima. Grande parte da precipitação pluvial cai durante o verão. Totalizando uma média anual de 31 mm de chuva.

### Clima
A temperatura em Ciudad Obregon é muito peculiar variando muito devido sua localização geografica, ela está localizada na região do semi deserto mexicano ficando entre montranhas e o mar, no inverno vária entre os 9° mínima e 27 °C máxima; no verão fica entre os 28 °C mínima e 42 °C máxima. Grande parte da precipitação de chuvas cai durante o verão.
| Dados climatológicos para Ciudad Obregón | Dados climatológicos para Ciudad Obregón | Dados climatológicos para Ciudad Obregón | Dados climatológicos para Ciudad Obregón | Dados climatológicos para Ciudad Obregón | Dados climatológicos para Ciudad Obregón | Dados climatológicos para Ciudad Obregón | Dados climatológicos para Ciudad Obregón | Dados climatológicos para Ciudad Obregón | Dados climatológicos para Ciudad Obregón | Dados climatológicos para Ciudad Obregón | Dados climatológicos para Ciudad Obregón | Dados climatológicos para Ciudad Obregón | Dados climatológicos para Ciudad Obregón |
| Mês                                      | Jan                                      | Fev                                      | Mar                                      | Abr                                      | Mai                                      | Jun                                      | Jul                                      | Ago                                      | Set                                      | Out                                      | Nov                                      | Dez                                      | Ano                                      |
| ---------------------------------------- | ---------------------------------------- | ---------------------------------------- | ---------------------------------------- | ---------------------------------------- | ---------------------------------------- | ---------------------------------------- | ---------------------------------------- | ---------------------------------------- | ---------------------------------------- | ---------------------------------------- | ---------------------------------------- | ---------------------------------------- | ---------------------------------------- |
| Temperatura máxima recorde (°C)          | 33                                       | 38                                       | 35                                       | 40                                       | 43                                       | 42                                       | 43                                       | 47                                       | 42                                       | 42                                       | 37                                       | 37                                       | 47                                       |
| Temperatura máxima média (°C)            | 18                                       | 19                                       | 20                                       | 23                                       | 26                                       | 29                                       | 31                                       | 31                                       | 31                                       | 27                                       | 22                                       | 19                                       | 25                                       |
| Temperatura mínima média (°C)            | 13                                       | 14                                       | 15                                       | 18                                       | 21                                       | 25                                       | 27                                       | 27                                       | 27                                       | 23                                       | 17                                       | 14                                       | 13                                       |
| Temperatura mínima recorde (°C)          | 6                                        | 5                                        | 9                                        | 11                                       | 14                                       | 16                                       | 20                                       | 20                                       | 18                                       | 12                                       | 9                                        | 7                                        | 5                                        |
| Precipitação (mm)                        | 1                                        | 1                                        | 2                                        | 2                                        | 2                                        | 3                                        | 3                                        | 3                                        | 3                                        | 2                                        | 2                                        | 1                                        | 31                                       |
| Fonte: Weatherbase                       |                                          |                                          |                                          |                                          |                                          |                                          |                                          |                                          |                                          |                                          |                                          |                                          |                                          |

## Econômia
Entre as atividades produtivas são a agricultura, indústria, pecuária, pesca, comércio, aquicultura e turismo. Embora a agricultura continua a ser o principal ramo econômico, a diversificação da produção na região é uma realidade palpável, com importante indústria local onde fica o processamento de alimentos e fábricas de montagem. O desenvolvimento da cidade se reflete nos investimentos feitos em atividade comercial na última década.
Para o desenvolvimento das atividades produtivas, as empresas locais fornecem tudo que você precisa, a partir de peças, lojas, implementos agrícolas, máquinas para a agro-indústria, equipamentos de segurança e todos os tipos de produção de entrada. Tem dois mercados de abastecimento.
Para levar a cabo as atividades econômicas e de serviços ao público em geral, Ciudad Obregón tem escritórios em importantes instituições financeiras do país.

## Turismo

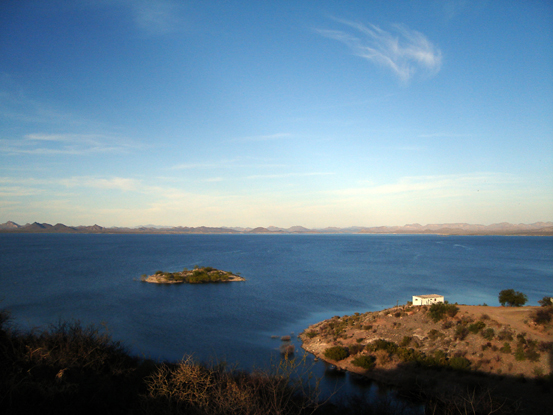
Represa Álvaro Obregón.

Ciudad Obregón conta com amplo serviço de hospedagem de grande porte, a zona principal de hotel está na entrada norte da cidade, principalmente pela Avenida Miguel Alemán. Há grande variedade de restaurantes com grande variedade e qualidade dos pratos, bares e discotecas. Há lugares para jogar golfe, bowling, bilhar, corrida de cavalos, rodeios e motocross.

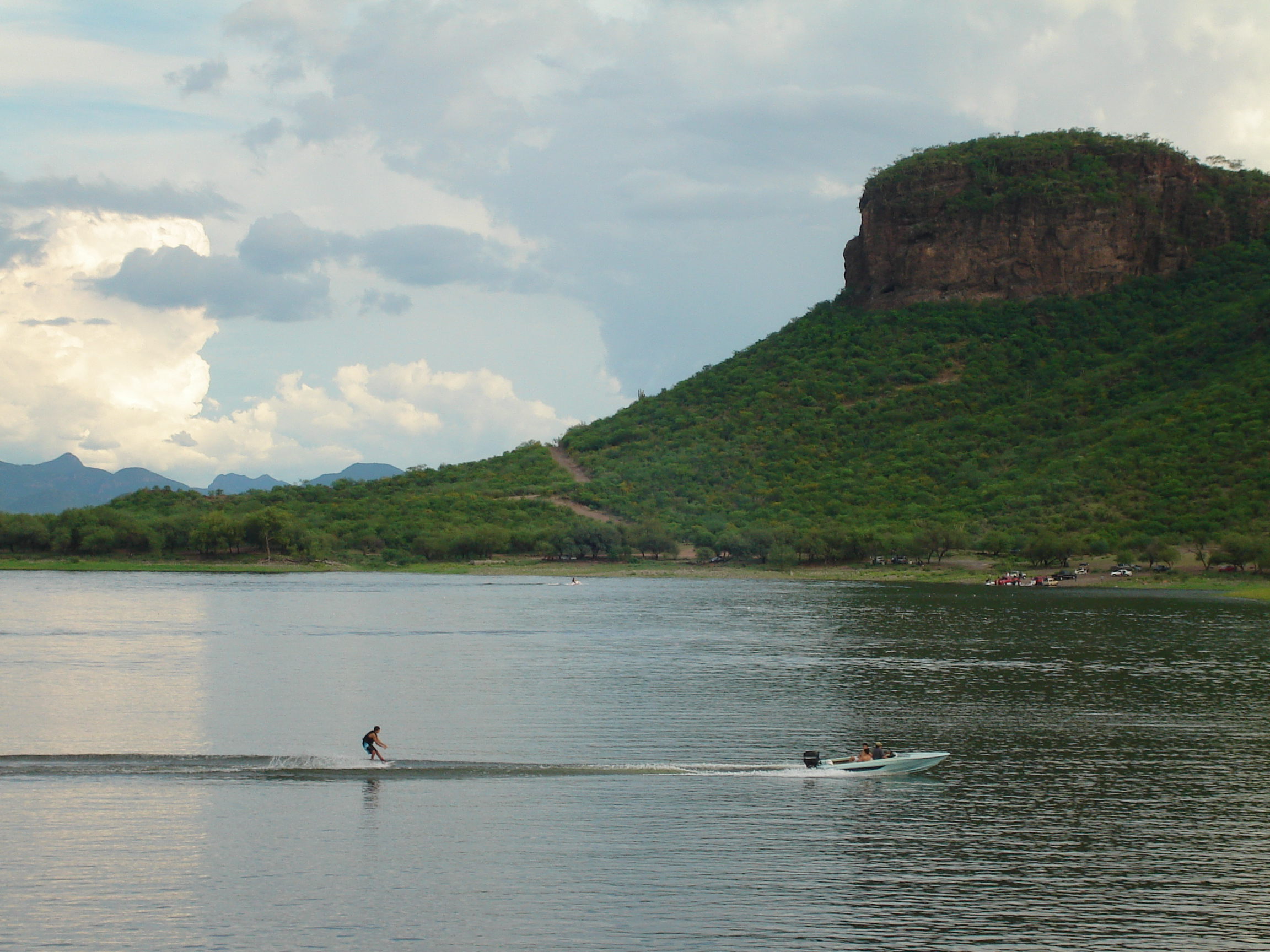
Barragem 10.

O beisebol é o esporte que tem o maior número de torcedores na cidade, a equipa da casa é o Yaquis de Ciudad Obregón, que participam do Pacífico mexicano League a "Major League Baseball no México. O estádio do time é o Tomas Oroz Gaytan com capacidade para 13.000 pessoas, onde as famílias se divertem apreciando os jogos. Também a cidade, tem o time de basquete chamado Trigueros do ircuito de Basquetebol de la Costa do Pacífico que jogam no Ginásio Municipal Lira Manuel Garcia com capacidade de 2.300 pessoas. O futebol também é muito popular, e os motivos estádio Manuel'Piri'Sagasta é o mais importante para o seu espaço para a prática com cerca de 8.000 lugares. Próximo ao estádio se encontra o desportivo "Nainari 2000", uma área para esportes.

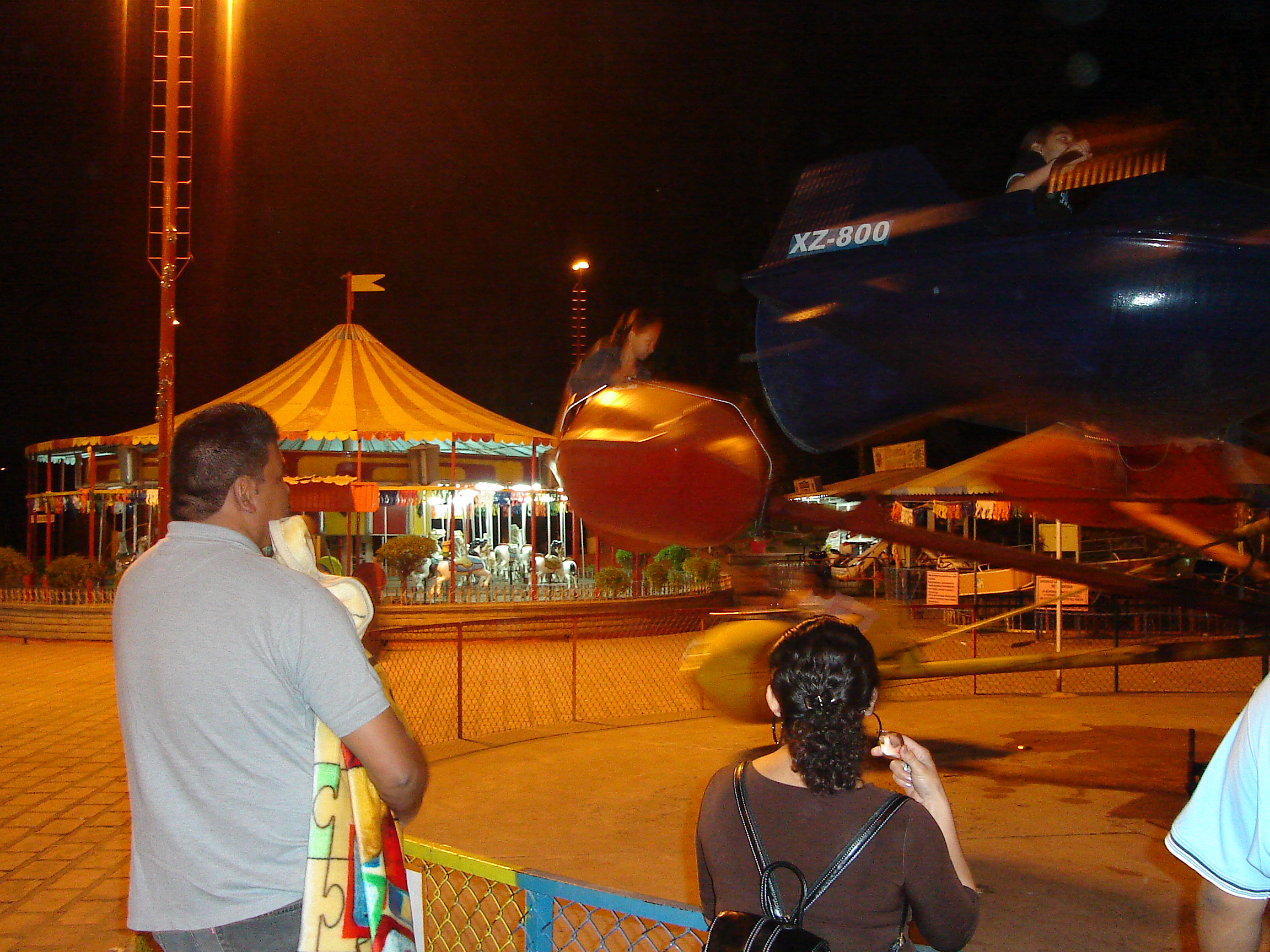
Parque Infantil Ostimuri.

Um dos lugares mais atrativos da cidade é o Laguna del Nainari que é um lago artificial. É um local de entretenimento familiar, onde você pode praticar esportes, rodeado por árvores e vista para o pôr do sol. Há também venda de cocos que são uma tradição comer quando se visita o lago. Este lugar é ao lado do Parque "Ostimuri", que é um centro de entretenimento familiar, em particular as crianças, lá se esontram os passeios no zoológico, lanchonetes e barracas de comida.
Também próximo à cidade por uma estrada asfaltada até a saída norte leva a reprasa Álvaro Obregón, que é de 24 quilômetros da cidade, este lugar é geralmente de pesca e tem um mirante de vidro para se observar da barragem e do vale do Río Yaqui, da mesma forma que existem amenidades família como parques aquáticos, praias e córregos. Também perto da barragem, há a Barragem 10, uma barragem, onde se pode desfrutar de esportes aquáticos, mountain bike e esportes radicais.
Ciudad Obregon está localizada perto do Mar de Cortez, o mais movimentado lugar para apreciá-lo está a apenas 45 quilômetros ao sul de Ciudad Obregón, é o Ilha Huivulai, uma ilha de areia que se encontra 5 quilômetros da costa. Neste lugar vivem muitas espécies de aves, entre as quais gaivotas, albatrozes e pelicanos. Uma atração da ilha são suas dunas de areia densa. A pesca é geralmente praticada.
A "Expo Obregon" ocorre tradicionalmente em maio, em um ambiente familiar. A cidade hospeda também em anexo o "Festival do Dr. Alfonso Ortiz Tirado" de Álamos.

## Serviços médicos
Ciudad Obregón se destaca como uma das cidades de Sonora e do noroeste do México por seus avançados serviços de saúde, contando com um dos mais modernos hospitais, clínicas públicas e privadas, com serviços especializados. Por sua importância e equipamento destaca o Centro Médico Nacional do Noroeste do Instituto Mexicano del Seguro Social (IMSS) segundo o INEGI Instituto Nacional de Estatística, Geografia e Informática.

## Cidades-irmãs
- Navojoa, México.
- Guaymas, México.
- Tucson, Estados Unidos.